# Heliconius cybelinus
Heliconius cybelinus är en fjärilsart som beskrevs av Otto Staudinger 1896. Heliconius cybelinus ingår i släktet Heliconius och familjen praktfjärilar. Inga underarter finns listade i Catalogue of Life.